# Người Java
Người Java (Java phát âm như Ja-oa trong tiếng Việt; tiếng Indonesia: suku Jawa, tiếng Java: wong Jawa) là một trong các dân tộc ở Indonesia. Quê hương của người Java là phần trung và đông của đảo Java. Năm 2004, dân số người Java ở Indonesia là khoảng 85 triệu người, là dân tộc đông nhất ở Indonesia. Người Java có một lịch sử rực rỡ.

## Lịch sử

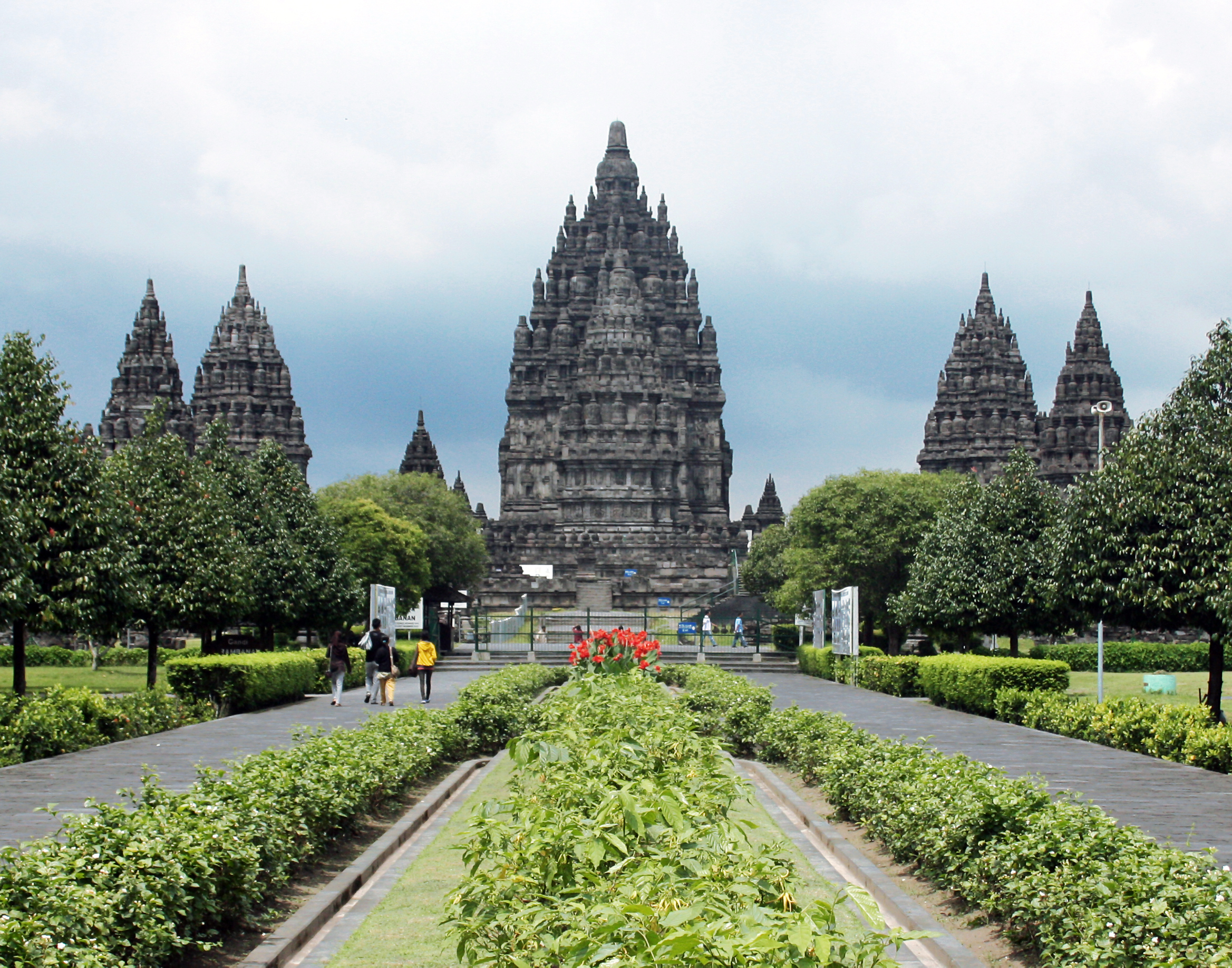
Tổ hợp đền Prambanan, vương quốc Medang của người Java.

Giống như phần lớn các dân tộc ở Indonesia, bao gồm cả người Sunda ở Tây Java, người Java thuộc chủng nam đảo, mà tổ tiên của họ đã di cư từ Đài Loan qua Philippines tới Java vào khoảng 1500 đến 1000 năm TCN.
Đạo Hindu và đạo Phật đã từ lục địa Ấn Độ truyền tới Java cùng với thương mại. Ngay từ đầu công nguyên, các thủy thủ người Java đã tham gia buôn bán hương liệu và gia vị ở Ấn Độ. Do tiếp xúc nhiều với người Ấn Độ, người Java đã phát triển các khái niệm triết học tương tự như của người Ấn Độ nhưng vẫn có bản sắc riêng của người Java.
Cái nôi của văn hóa Java là đồng bằng Kedu màu mỡ bên sườn núi Merapi. Những nhà nước đầu tiên của người Java, vương quốc Medang và Sailendra có trung tâm ở đây, và ngày nay vẫn còn nhiều di tích hoành tráng, như các tổ hợp đền, chùa Borobudur và Prambanan.:238-239
Trung tâm văn hóa và chính trị Java dịch chuyển sang phía đông Java kể từ khi vua Mpu Sindok (ở ngôi: 929-947) dời đô tới thung lũng sông Brantas vào thế kỷ 10. Lý do dời đô có thể là núi lửa Merapi phun trào và/hoặc sự xâm lăng của quốc gia Mã Lai Srivijaya.:238-239
Ở đông Java, vương quốc Medang và sau đó là vương quốc Kediri đã phát triển một nền văn hóa dung hợp Hindu giáo và Phật giáo với văn hóa bản địa. Dưới thời vua Kertanegara của Singhasari cuối thế kỷ 13, văn hóa Java phổ biến nhanh chóng ra nhiều nơi ở Indonesia. Vị vua hiếu chiến này đã tiến hành các cuộc chinh phạt tới Madura, Bali vào năm 1284, Borneo và đặc biệt là tới Sumatra vào năm 1275. Sau khi đánh bại vương quốc Melayu, vương quốc Singhasari đã kiểm soát được hoạt động thương mại ở Eo biển Malacca. Tham vọng của vị vua này được các vua của Majapahit nối tiếp, nhất là dưới thời vua Hayam Wuruk và tể tướng
Gajah Mada.
Các vương quốc Java tham gia tích cực vào buôn bán hương liệu và gia vị trên các tuyến đường biển. Mặc dù bản thân không phải là nguồn sản xuất hương liệu và gia vị lớn, song họ có khả năng thu mua và tích trữ các mặt hàng này nhờ dùng gạo trao đổi, mà về gạo thì Java là nguồn sản xuất chính. Lúa gạo dư thừa được đem đổi lấy hồ tiêu, hạt nhục đấu khấu, và đinh hương từ quần đảo gia vị và bán lại với giá cao cho người nước ngoài. Majapahit thường được xem là quốc gia giỏi nhất trong việc này. Vương quốc này vừa là cường quốc nông nghiệp, vừa là cường quốc thương mại hàng hải, do đó họ có thế mạnh trong cả sản xuất lúa nước và ngoại thương. Các đấng cai trị Majapahit đã theo nhiều hình thức nghệ thuật Phật giáo và Hindu giáo khác nhau, trong đó thể loại thơ Nagarakretagama mà sư Prapanca biên soạn năm 1365 là thí dụ. Trung tâm của cường quốc Majapahit là vùng đồng bằng sông Brantas ở Đông Java ngày nay, nơi có vị trí địa lý cho phép tiếp cận các tuyến hàng hải trên biển Java lẫn tiếp cận các vùng đất sâu trong lục địa màu mỡ thuận lợi cho canh tác lúa gạo. Những phế tích kinh đô của họ ngày nay còn thấy ở Trowulan.

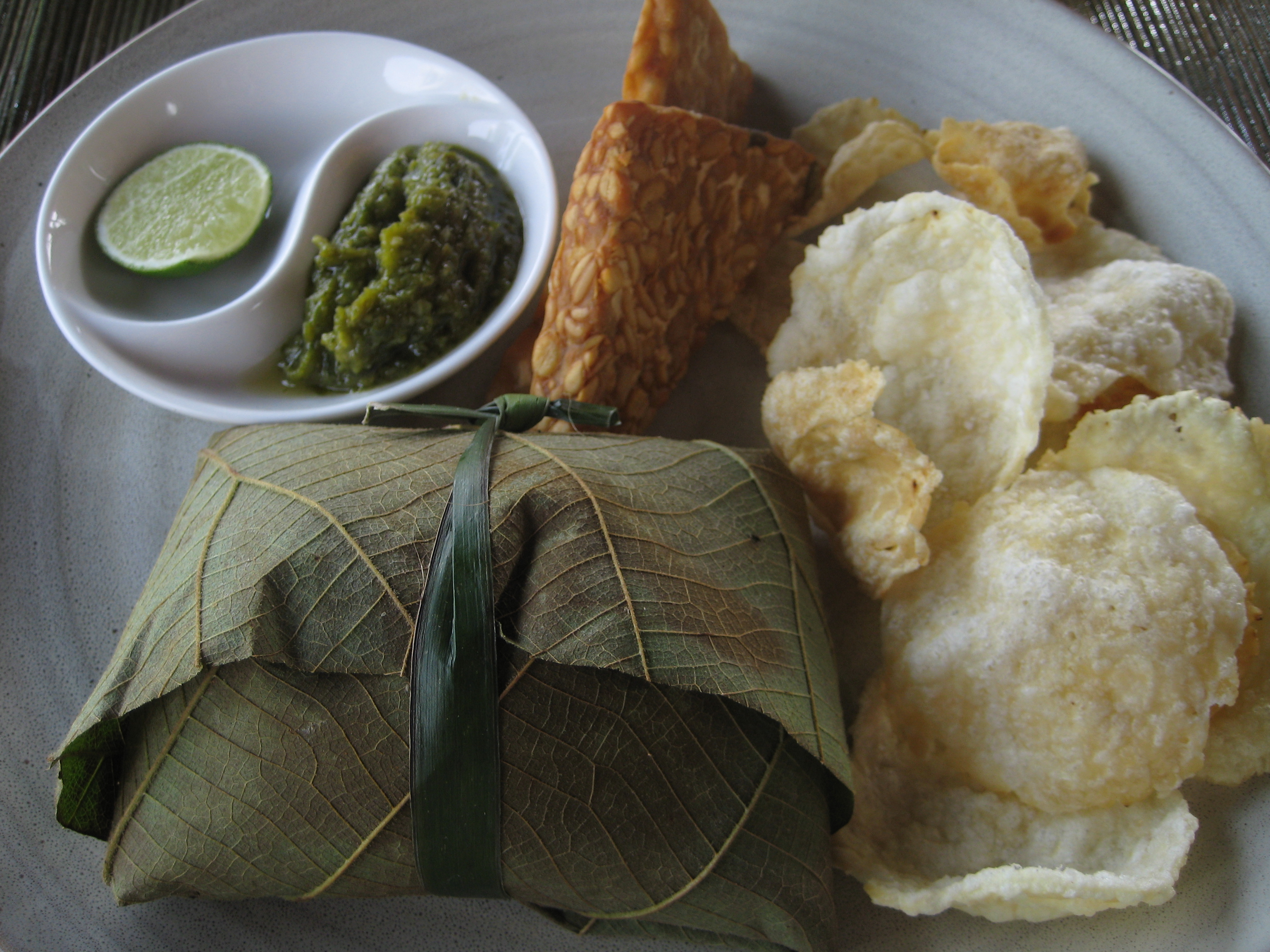
Một thí dụ về bữa ăn phong cách ẩm thực Java.

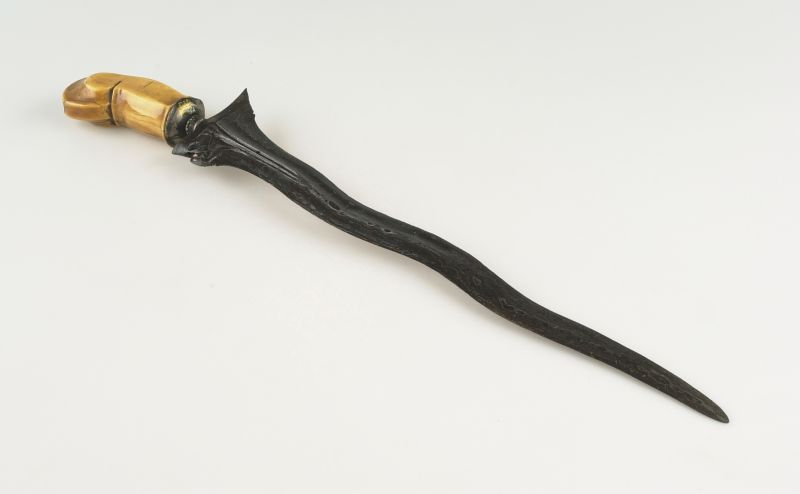
Kris, một loại binh khí của người Java.

Sau liên tiếp những xung đột và chiến tranh, cường quốc Majapahit sụp đổ. Java trải qua những thay đổi lớn khi đạo Hồi lan truyền ở đây. Sau khi Majapahit sụp đổ, hàng loạt các thuộc quốc và chư hầu của nó trở nên tự do. Hồi quốc Demak trở thành nước mạnh nhất và giành ưu thế tuyệt đối trong các thị quốc ở bắc Java.
Ngoài các thị quốc Java, Demak còn chi phối được các cảng Jambi và Palembang ở đông Sumatra, là những nơi sản xuất các mặt hàng như vàng và trầm hương. Demak đóng vai trò quan trọng trong chống lại các cường quốc thực dân phương Tây, như Bồ Đào Nha. Demak đã hai lần tấn công Bồ Đào Nha sau khi nước này chiếm Malacca. Họ cũng đã tấn công liên minh giữa Bồ Đào Nha và vương quốc Sunda, góp phần thành lập Hồi quốc Banten.
Kế tục Demak là Vương quốc Pajang và sau đó là Hồi quốc Mataram. Tuy nhiên, Java bị Công ty Đông Ấn Hà Lan chậm rãi thôn tính và thay thế kiểm soát phần lớn Đông Nam Á hải đảo. Sự cai trị của người Hà Lan có lúc bị ngắt quãng vào đầu thế kỷ 19 do sự can thiệp của Anh. Mặc dù chỉ tồn tại trong một thời gian ngắn, song chính quyền đô hộ Anh đứng đầu là Stamford Raffles đã đóng một vai trò quan trọng, trong đó có việc tái phát hiện Borobudur. Cuộc kháng chiến chống ách cai trị của ngoại bang đáng chú ý nhất của người Java là cuộc chiến Java do Hoàng thân Diponegoro lãnh đạo vào các năm từ 1825 đến 1830.

## Tham khảo

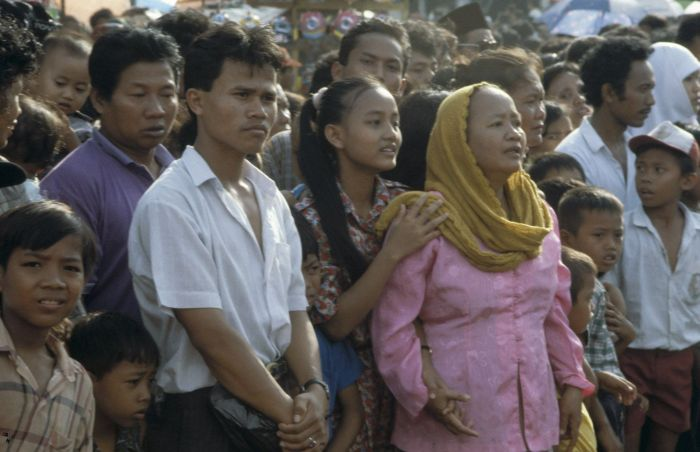
Một đám đông người Java đang xem diễu hành trong lễ Ramadan ở Semarang.